# Alejandro Esparza Zañartu
Alejandro Esparza Zañartu (La Tahona, Cajamarca, 1901 - Lima, 1985) fue el hombre de confianza del presidente peruano Manuel A. Odría, encargado de la represión política entre 1948 y 1955 durante el Ochenio. Fue primero Director de Gobierno y luego Ministro de Gobierno (hoy llamado «del Interior»). En la consecución de sus propósitos, se valió de la censura en la prensa y las radios, de detenciones, torturas y deportaciones de los opositores (en especial apristas y comunistas), para lo cual montó una red de delatores en universidades, sindicatos, oficinas públicas y medios de comunicación. Una revolución civil que estalló en Arequipa en 1955 provocó su caída.
El escritor Mario Vargas Llosa se inspiró en él para crear uno de los personajes de su novela Conversación en La Catedral: Cayo Bermúdez o Cayo Mierda. Más modernamente, se le rememora como el «Vladimiro Montesinos» de Manuel Odría, en comparación con el papel similar que cumplió dicho asesor con respecto al presidente Alberto Fujimori.

## Biografía
Alejandro Esparza Zañartu nació en 1901 en La Tahona, Cajamarca. Pertenecía a una familia pudiente, emparentada con otras familias importantes del norte del Perú, por lazos familiares o de compadrazgo. Recorrió todo el Perú como representante comercial de la casa Grace, que vendía las primeras cajas registradoras para los comercios. Hasta 1948, vivió dedicado al comercio de vinos y licores. En sus años escolares fue amigo y compañero de Zenón Noriega, quien luego llegó a ser general del Ejército y el número dos de la Junta de Odría, lo que le sirvió para ser convocado por este gobierno. Fue así como fue nombrado Director de Gobierno y, al poco tiempo, demostró su efectividad en las acciones que se le encomendaron. La célebre «Ley de Seguridad Interior de la República» fue el instrumento del que se valió para llevar a cabo la represión de la oposición.
El cargo le permitió a Esparza llevar su labor en las sombras, aunque ya todos sabían quién estaba detrás de la política represiva, bajo cuyo imperio fue eliminado el dirigente aprista Luis Negreiros Vega, por haber distribuido pasquines contra María Delgado de Odría. Fueron eliminados los obreros Simón Herrera Farfán y Apaza Mamani. Fueron además apresados y torturados miles de opositores y desterrados cientos de ellos.  También se convocó a elecciones generales en 1950 para legitimar el mandato de Odría, lo que desencadenó la rebelión cívica de Arequipa en junio de ese año, que fue sofocada sangrientamente por el ejército.
Algún tiempo después, sus detractores le acusaron de haber sido desleal con su amigo y protector Zenón Noriega, a quien involucró en una revuelta contra el gobierno, en 1954, a raíz de lo cual Noriega fue desterrado. No se conocen los motivos; pero, por entonces, Odría ofreció a Esparza el ministerio del Interior. Se dice que Esparza respondió que aceptaba solo por lealtad, pero haciendo notar que aquella decisión significaba el suicidio del régimen. En efecto, así ocurrió. Esparza se convirtió en un blanco visible para los opositores al régimen, que arremetieron contra él. Los reclamos eran en pro de la libertad, contra la Ley de Seguridad Interior y por la reforma del Estatuto Electoral, cercanas ya las elecciones de 1956, que se temía que pudieran ser una farsa, como las de 1950.
Surgió entonces la Coalición Nacional, que agrupaba a los opositores al régimen y estaba encabezada por Pedro Roselló, quien programó un mitin en el teatro de Arequipa. Esparza quiso frustrar este evento, para lo cual envió como contramanifestantes a matones contratados y policías de civil. Estos fueron desbaratados por los arequipeños y la policía reprimió severamente a los opositores. Parecía que se iban a repetir los sangrientos sucesos de 1950, pero esta vez el régimen no se atrevió a enviar al ejército contra la multitud. Arequipa declaró una huelga general. Al mismo tiempo, los arequipeños armaron barricadas en las calles y miles de personas esperaron vigilantes la respuesta del régimen a su pliego de reclamos: la renuncia de Esparza Zañartu, la derogación de la «Ley de Seguridad Interior» y la convocatoria a elecciones libres. Luego de tres días de tensión, el régimen aceptó sacrificar a Esparza.
Esparza, junto con todo el gabinete ministerial, renunció el 24 de diciembre de 1955, y partió al exilio. Es factible suponer que Odría sacrificara intencionadamente a su ministro para transar así con la oligarquía que en ese momento le era desafecta; le interesaba también acordar un pacto con las fuerzas políticas emergentes para evitar que el siguiente gobierno no lo investigara y pusiera al descubierto la corrupción de la dictadura. Ello ocurrió, en efecto, con Manuel Prado y Ugarteche, que fue apoyado por el partido aprista, dando origen a la famosa convivencia.
Esparza vivió unos años en Europa como funcionario de la FAO, desde donde pasó al Brasil. En 1956, Francisco Igartua conversó con él en Madrid, entrevista que el periodista condensó en un libro de memorias que se publicaría en 1995.
De regreso al Perú, Esparza se refugió en su casa-huerta de Chosica, donde se dedicó a la horticultura y la filantropía, y en donde recibía la visita de numerosos políticos, entre ellos, los apristas Armando Villanueva y Ramiro Prialé. Se preciaba de cultivar las paltas más grandes de la región; fundó además un hospicio.
Cuando Vargas Llosa publicó la Conversación en La Catedral en 1969, unos periodistas fueron a preguntar a Esparza si se reconocía en uno de los personajes de la novela. El antiguo Director de Gobierno respondió con humor: «Si Vargas Llosa me hubiera consultado, le habría contado cosas más interesantes».
También se cuenta que por entonces le visitaba su exjefe, el general Odría, quien falleció en 1974.
Durante los últimos años de su vida, Esparza residió en Lima al lado de su familia. Falleció en esta ciudad, en 1985.

## Cayo Mierda, personaje vargasllosiano
Vargas Llosa ha contado que su encuentro personal con Esparza Zañartu, entonces sombrío director de Gobierno y cerebro de la represión política de Odría, fue el episodio que le dio la idea de escribir una novela ambientada bajo dicha  dictadura, que sería la monumental Conversación en La Catedral. Entonces el escritor era un estudiante de la Universidad Nacional Mayor de San Marcos e integraba uno de los círculos de estudio que el partido comunista, con el nombre de «Cahuide», organizaba clandestinamente a fin de reorganizar sus cuadros. El episodio aludido ocurrió en 1954. Vargas Llosa y otros estudiantes consiguieron una audiencia con Esparza, con el fin de pedirle permiso para poder llevar frazadas y colchones a sus compañeros presos; el escritor cuenta así el encuentro en sus memorias:

El director de Gobierno nos citó a media mañana, en su despacho de la plaza Italia. Nos atacó el nerviosismo, la excitación, mientras esperábamos, entre paredes grasientas, policías de uniforme y de civil y oficinistas apretujados en cuartitos claustrofóbicos. Por fin, nos hicieron pasar a su despacho. Ahí estaba Esparza Zañartu. No se levantó a saludarnos, no nos hizo sentar. Desde su escritorio nos observó con toda calma. Esa cara apergaminada y aburrida nunca se me olvidó. Era un hombrecillo adefesiero, cuarentón o cincuentón, o, más bien, intemporal, vestido con modestia, de cuerpo estrecho y hundido, la encarnación de lo anodino, del hombre sin cualidades (al menos físicas). Hizo una venia casi imperceptible para que dijéramos qué queríamos, y, sin despegar los labios, escuchó a quienes nos tocó hablar —balbucear— explicarle lo de los colchones y frazadas. No movía un músculo y parecía estar con la mente en otra parte, pero nos escrutaba como a insectos. Por fin, con la misma expresión de indiferencia, abrió un cajón, levantó un alto de papeles y los agitó en nuestras caras murmurando: «¿Y esto?» En su mano bailoteaban varios números del clandestino Cahuide.

Dijo que sabía todo lo que pasaba en San Marcos, incluso quién había escrito esos artículos. Agradecía que nos ocupáramos de él en cada número. Pero que nos cuidáramos, porque a la universidad se iba a estudiar y no a preparar la revolución comunista. Hablaba con una vocecita sin aristas ni matices, con la pobreza y las faltas de lenguaje de quien nunca ha leído un libro desde que pasó por el colegio.

No recuerdo qué sucedió con los colchones, pero sí mi impresión al descubrir lo desproporcionada que era la idea que se hacía el Perú del tenebroso responsable de tantos exilios, crímenes, censuras, delaciones, encarcelamientos y la mediocridad que teníamos delante. Al salir de aquella entrevista supe que tarde o temprano iba a escribir lo que acabaría siendo mi novela Conversación en La Catedral.

En dicha  novela, uno de los personajes principales, Cayo Bermúdez o Cayo Mierda, es claramente identificable con Esparza Zañartu, pero en la ficción es natural de Chincha, y su amigo de infancia que le recomienda ante Odría es el coronel Espina, apodado «el Serrano», a  quien se puede equiparar con Zenón Noriega. En la obra se recrea el episodio histórico de los matones al servicio del gobierno que se infiltran en el mitin del Teatro de Arequipa, que son reprimidos por la misma población, y que fue el suceso que originó la caída de Esparza, y subsiguientemente, el fin de la dictadura.